# Lusarreta
Lusarreta es un lugar español del municipio de Arce, perteneciente a la Comunidad Foral de Navarra. 

## Historia
Hacia mediados del siglo XIX, el lugar, ya por entonces perteneciente a Arce, tenía contabilizada una población de 28 habitantes. Aparece descrito en el décimo volumen del Diccionario geográfico-estadístico-histórico de España y sus posesiones de Ultramar de Pascual Madoz con las siguientes palabras:

LUSARRETA: l. del valle y ayunt. de Arce, prov. y c. g. de Navarra, aud. terr. y dióc. de Pamplona (7 leg.), part. jud. de Aoiz (3): sit. en llano al pie del alto de San Paul, con vistas al Oriente; disfruta de clima frio, propenso á inflamaciones y catarrales. Tiene 6 casas de construccion ordinaria, igl. parr. (San Esteban), de entrada servida por un abad, de provision del vecindario, cementerio contiguo á la igl. y fuentes de buenas aguas para surtido del pueblo. El térm. se estiende 1/2 leg. de N. á S., y lo mismo de E. á O., y confina N. Espinal; E. Arrieta; S. Sarragueta, y O. Esnoz: dentro de su circunferencia hay un monte poblado de robles y otro de hayas, y canteras de piedra caliza. El terreno es secano, montuoso y de mediana calidad; le atraviesa el r. Urrobi que recibe en este térm. un arroyo procedente del alto de San Paul. Los caminos son de travesía y malos. El correo se recibe de Aoiz. prod.: trigo, avena, maiz, patatas, yeros y legumbres; cria de ganado vacuno, caballar y lanar, para los que hay abundantes pastos; caza de perdices, liebres, corzos y lobos, y pesca de truchas. ind.: 1 molino harinero. pobl.: 6 vec., 45 almas. riqueza: con el valle. (V.)
(Madoz, 1847, p. 473)

Se extinguió como concejo el 25 de octubre de 1990[cita requerida] y pasó a ser un lugar. En 2023, la entidad singular de población tenía empadronados 5 habitantes.

## Patrimonio

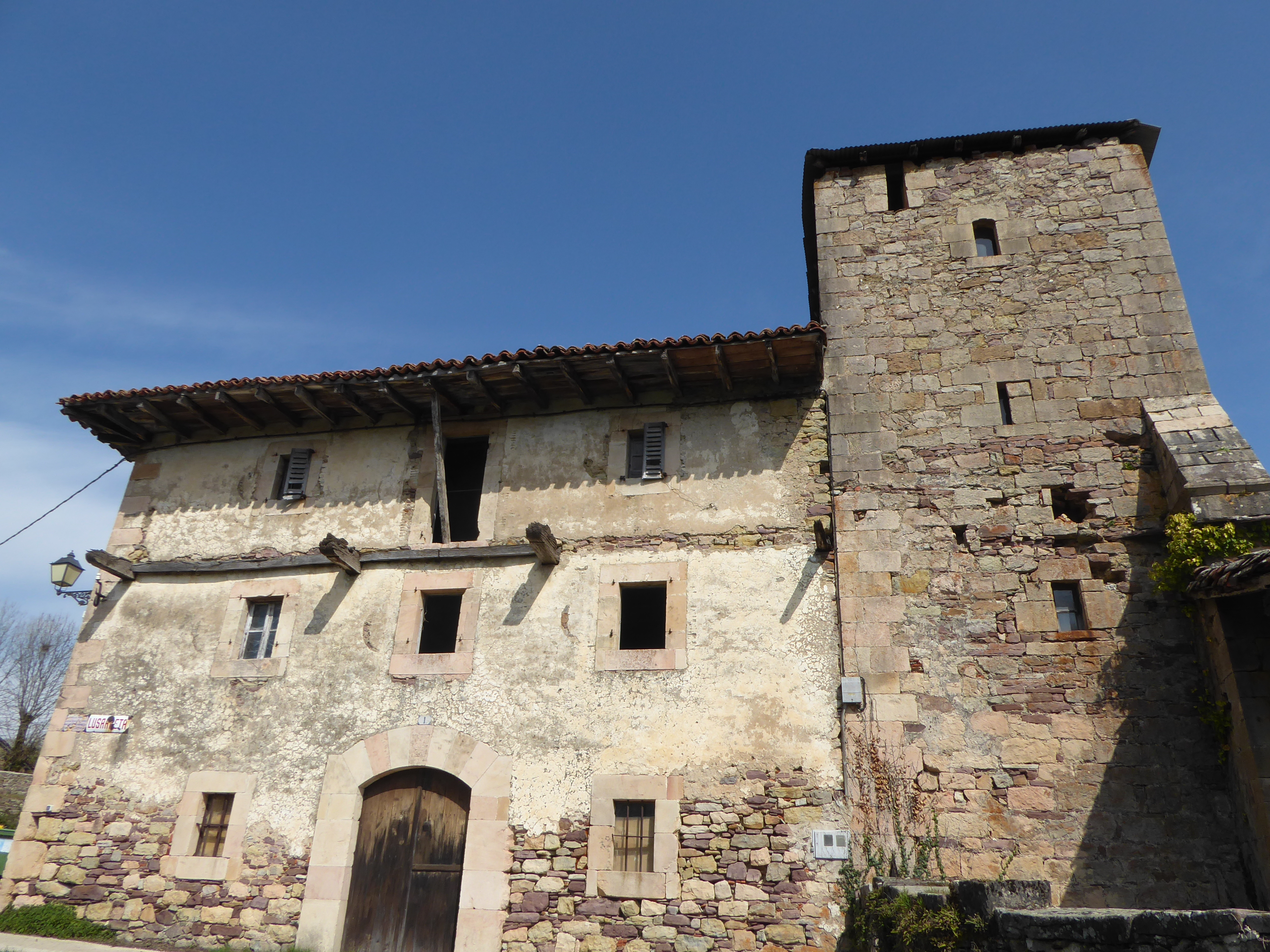
La iglesia de San Esteban

Tiene una iglesia de San Esteban, gótica con retablo barroco. Hay también  un curioso hórreo de piedra de planta cuadrangular.